# David MacKeen
David MacKeen (20 septembre 1839 - 13 novembre 1916), est un homme politique canadien. Il fut lieutenant-gouverneur de la province de Nouvelle-Écosse de 1915 à 1916.